# Frank Jerwood
Frederick Harold „Frank“ Jerwood (* 29. November 1885 in Keighley; † 17. Juli 1971 in Leicester) war ein britischer Ruderer.

## Karriere
Jerwood wurde 1885 in Keighley geboren. Er besuchte zunächst die Oakham School in der Grafschaft Rutland und anschließend das Jesus College. Später wechselte er an das Cuddesdon College, um sich auf das Amt eines Pfarrers in der Church of England vorzubereiten. Nach Abschluss seiner Ausbildung wurde er 1912 in Peterborough zum Priester geweiht.
Bereits zuvor hatte er sportliche Erfolge erzielt: 1908 gewann er mit der Mannschaft der University of Cambridge das Boat Race gegen Oxford. Im selben Jahr nahm er an den Olympischen Spielen in London teil und gewann mit dem Achter der University of Cambridge die Bronzemedaille.
1914 kehrte er als Lehrer an seine ehemalige Schule, die Oakham School, zurück. Dort war er bis zum Sommer 1937 als Assistenzmathematiklehrer und Schulgeistlicher tätig. Später wurde er Pfarrer von Mountsorrel und 1945 zum Rektor von Burton Overy ernannt – ein Amt, das er bis zu seiner Pensionierung im Oktober 1957 innehatte.